# Oberried (Brisgovia)
Oberried es un municipio en el suroeste de Baden-Württemberg, Alemania, en el distrito de Brisgovia-Alta Selva Negra cerca de Friburgo.

## Geografía

### Ubicación geográfica
Está ubicado en el sur del valle del río Dreisam.